# قطعنامه ۱۵۲۴ شورای امنیت
قطعنامه ۱۵۲۴ شورای امنیت سازمان ملل متحد که در تاریخ ۳۰ ژانویه ۲۰۰۴ تصویب شد، سندی بین‌المللی دربارهٔ بررسی وضعیت در گرجستان است. این قطعنامه طی نشست ۴۹۰۶ام با ۱۵ رای موافق، ۰ مخالف و ۰ ممتنع تصویب شد.